# 愛知県道294号西尾小川線
愛知県道294号西尾小川線（あいちけんどう294ごう にしおおがわせん）は愛知県西尾市を起点とし、安城市小川町に至る一般県道である。

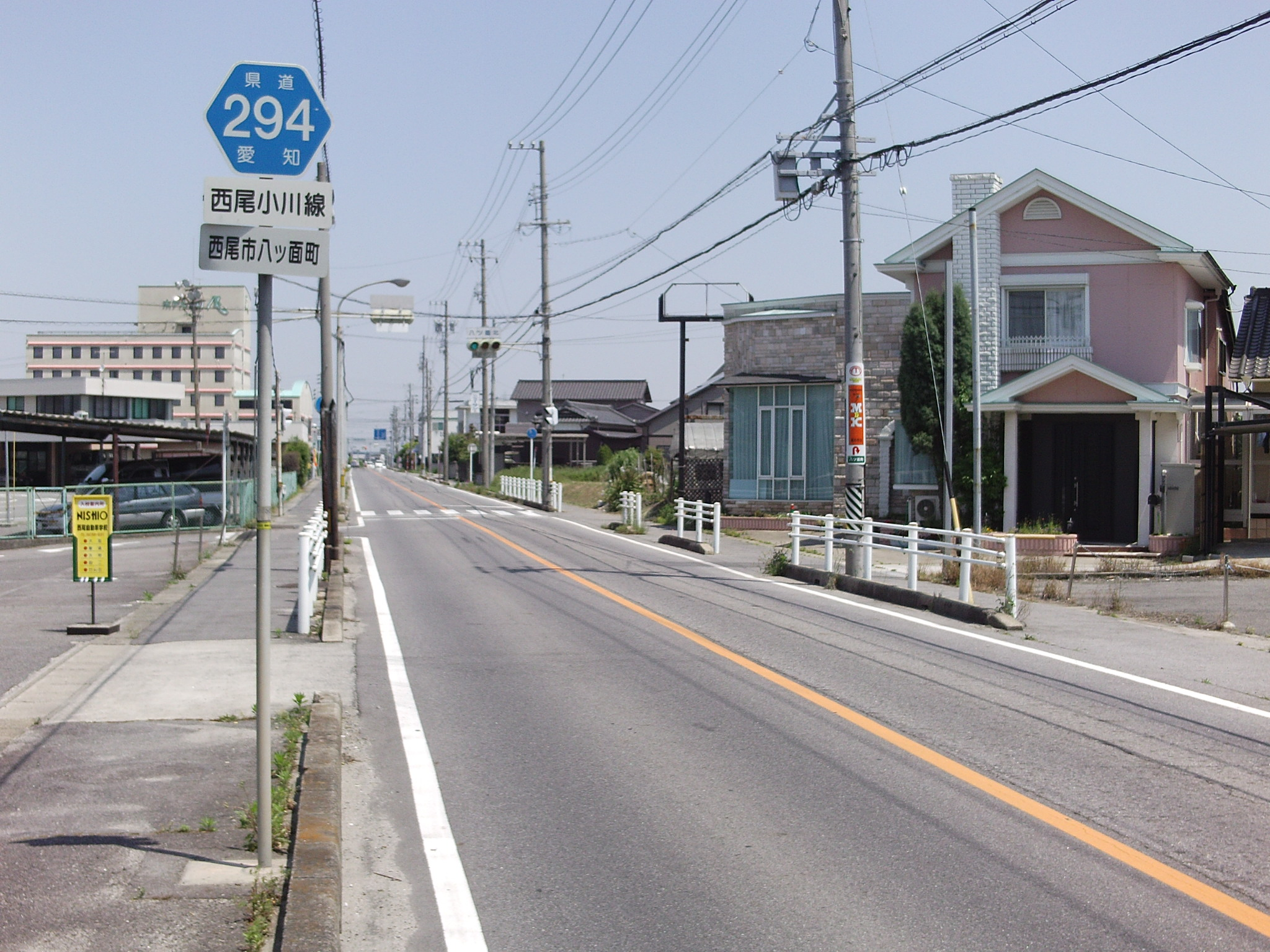
西尾市の起点付近。西尾自動車学校の近く。

## 概要
短距離路線であるが、矢作川を越えて両市を結ぶ国道・県道が4本しかないうちの1つである。なお、起点から間もなく矢作川の志貴野橋南方で国道23号と立体交差するが、接続はその手前の市道からになる。沿線は神社仏閣が多い。

## 沿革
- 1995年3月31日 認定

## 通過する自治体
- 愛知県
  - 西尾市 - 安城市

## 接続路線
- 愛知県道479号熊味岡崎線（起点：八ツ面町交差点）
- 国道23号（岡崎バイパス）（市道経由：中原IC）
- 愛知県道292号幸田石井線（終点：小川町金政交差点）
- 愛知県道44号岡崎西尾線（岡崎街道）（県道292号経由：小川交差点）

## 周辺
- 愛厚ホーム西尾苑
- 西尾自動車学校
- 中野郷団地
- 藤井城跡
- 木戸観音